# Спейс Екс
Space Exploration Technologies Corporation, по-известна като Спейс Екс (на английски: 'SpaceX'), е щатска авиокосмическа корпорация, базирана в Хоторн, Калифорния. Компанията е основана и финансирана от южноафриканския милионер и предприемач Илон Мъск – един от съоснователите на системата за разплащания PayPal и главен изпълнителен директор на „Тесла“.
Компанията разработва ракети носители, ракетни двигатели, космически апарати и други космически системи. „Спейс Екс“ е избрана от НАСА по програмата за комерсиални логистични услуги до Международната космическа станция.
На 8 април 2016 г. „Спейс Екс“ осъществява първото успешно кацане на първата степен на ракетата носител „Фалкън-9“ на морската платформа ASDS (Autonomous spaceport drone ship).

## История
Историята на „Спейс Екс“ започва, когато Илон Мъск решава да изпрати частен космически апарат на Марс, но като разбира колко ще струва изстрелването, решава да създаде собствена космическа компания, която да направи революция при космическите полети в технологично и ценово отношение. „Спейс Екс“ е основана през 2002 г., в която Мъск инвестира 100 милиона щатски долара. Впоследствие „Спейс Екс“ е избрана от НАСА и получава субсидия в размер на 278 милиона щ.д., за да разработи безпилотна система за доставка на товари до МКС.
Първият полет с екипаж /последният е бил през далечната 2011 година/ до Международната космическа станция е предвиден за 27 май 2020 година, но е отложен заради лошо време.
Втори опит за изстрелване прави екипът на SpaceX и NASA на 30 май 2020 година и извежда успешно в орбита космически кораб от космодрума „Кейп Канаверал“ във Флорида с двамата астронавти Дъг Хърли и Боб Бенкен на борда. Ракетата носител Фалкон 9 се завръща успешно на земята, а екипажът на капсулата Дракон продължава пътя си към МКС. Това е първият път, в който агенцията за космически изследвания на САЩ използва частна компания, за да транспортира екипаж в орбита.

## Продукти

### Ракетни двигатели
„Спейс Екс“ разработва двигателите „Мърлин“, „Кестрел“, „Драко“ и „СуперДрако“ и „Раптор“, който ще се използва за бъдещите полети до Марс. „Мърлин“ е първият чисто нов щатски двигател, разработен от програмата „Аполо“ насам.

### Ракети
„Спейс Екс“ разработва ракетите „Фалкън-1“, „Фалкън 1е“, „Фалкън-9“ и „Фалкън Хеви“. „Спейс Екс“ разработва и проект за напълно преизползваема ракета SpaceX Starship.

### Други
„Спейс Екс“ разработва капсулата „Дракон“, която в бъдеще се очаква да се използва и за пилотирани цели. „Спейс Екс“ разполага и с три стартови площадки на космодрумите в Куаджалин, Кейп Канаверал и Ванденберг.